# Bistolodesmus bonikus
Bistolodesmus bonikus är en mångfotingart som först beskrevs av Chamberlin 1912.  Bistolodesmus bonikus ingår i släktet Bistolodesmus och familjen Nearctodesmidae. Inga underarter finns listade i Catalogue of Life.